# Nieves Álvarez
Nieves Álvarez (Madrid, 30 de marzo de 1974) es una modelo y presentadora de televisión española.

## Biografía
Su carrera comenzó en el año 1992, al quedar como finalista en el concurso Elite Look of the Year, junto a la también modelo Eugenia Silva. Este concurso, organizado por la agencia Elite Model, la convirtió en una de las modelos españolas más reconocidas y  desfiló para Yves Saint Laurent, Christian Dior, Hermés y Armani.
En el año 2001 reconoció públicamente el problema de la anorexia en su profesión, al publicar Yo vencí la anorexia con la colaboración de Lola Cintado Tejada y editado por Temas de Hoy.
Desde 2010 colabora como diseñadora de moda infantil con la firma Villalobos, con la que ha creado la marca N+V.
En junio de 2012 comenzó a presentar el programa de Televisión española Solo moda, desde 2014 bajo el nombre de Flash moda.

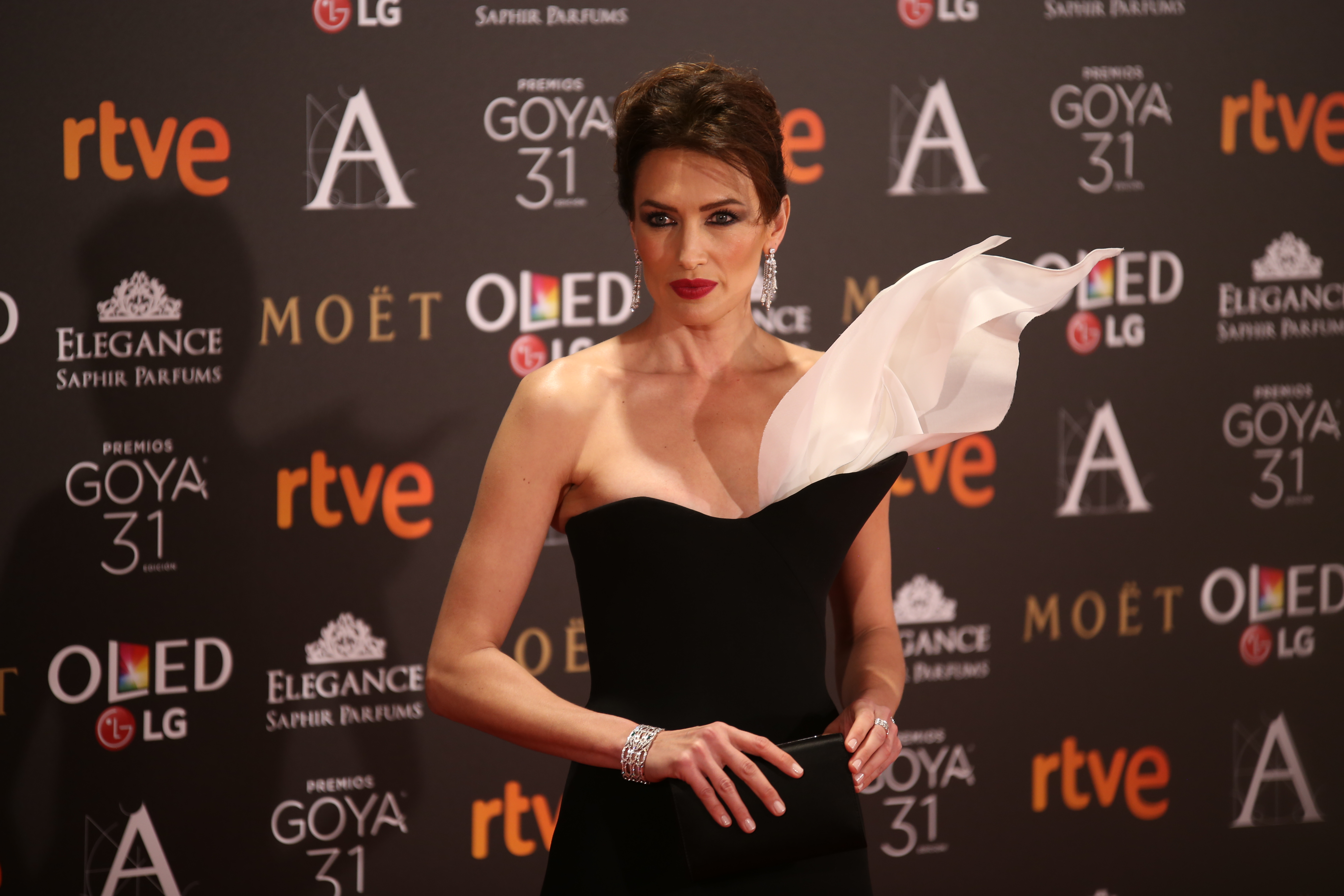
Nieves Álvarez en los Premios Goya de 2017

Estuvo casada desde 2002 hasta 2015 con Marco Severini, un fotógrafo italiano, con el que tiene tres hijos: Adriano, nacido el 15 de junio de 2005 y los mellizos Brando y Bianca nacidos el 12 de noviembre de 2007.
Ha sido la portavoz española en la votación en el Festival de la Canción de Eurovisión de 2017, 2018, 2019, 2021. y 2022.

## Premios
- 2017: Premio a la mujer mejor calzada de España. Otorgado en marzo por la Fundación Museo del Calzado y entregado el día 26 de junio.[6]
- 2024: El 24 de abril de 2024 se anunció que recibiría la Gran Cruz de la Orden del Dos de Mayo que concede la Comunidad de Madrid, el 2 de mayo, Día de la Comunidad de Madrid. [7]